# 피에몬테-사르데냐
피에몬테-사르데냐(이탈리아어: Piemonte-Sardegna)은 1720년부터 1861년까지의 사보이아 가문 영지를 나타내는 용어이다. 1720년부터 1847년까지는 순수하게 사르데냐 섬만이 사르데냐 왕국의 일부였고, 다른 본토 소유지(주로 사보이아 공국, 피에몬테 공국, 니스 백국, 제노바 공화국 등)는 사보이아가가 고유의 권리로 소유하여 사보이아 가문 영지와 동군연합을 형성했다. 이는 공식적으로 "사르데냐 국왕 폐하의 영토"로 불렸다. 이러한 상황은 1847년 완벽한 융합 법에 의해 변경되어 통일된 왕국이 수립되었다. 피에몬테주가 권력의 중심지이자 실체의 중요한 부분이었기 때문에, 이 국가는 사르데냐-피에몬테라고도 불리며, 때로는 피에몬테 왕국이라고 잘못 불리기도 한다.
사보이아 가문의 소유가 되기 전, 중세 사르데냐 왕국은 아라곤 연합왕국과 이후 성장하는 스페인 제국의 일부였다. 1720년 헤이그 조약으로 사르데냐 섬과 그 왕국의 칭호는 스페인 왕위를 주장하던 합스부르크가와 부르봉가에 의해 사보이아 공작 비토리오 아메데오 2세에게 양도되었다. 사보이아 가문은 이를 왕국은 점진적으로 이탈리아반도에 있던 다른 영지와 동일시되었다. 여기에는 사보이아와 아오스타 외에도 피에몬테 공국과 니스 백국과 같은 영토가 포함되었는데, 사보이아 가문은 각각 13세기와 1388년부터 이들 영토에 대한 통제권을 행사해 왔다.
사보이아 가문의 통치하에 왕국의 정부, 지배 계급, 문화 모델, 인구 중심지는 전적으로 반도에 위치했다. 사르데냐 섬은 항상 군주제에 있어 부차적인 중요성을 가졌다. 사르데냐 섬의 수도이자 부왕의 소재지는 법적으로 항상 칼리아리였지만(데 유레), 16세기 중반부터 사보이아의 수도였던 피에몬테의 도시 토리노가 데 팍토 권력의 중심지였다. 이러한 상황은 1847년 완벽한 융합으로 공식적인 지위를 부여받았으며, 이때 왕국의 모든 정부 기관은 토리노에 집중되었다.
사보이아 가문의 반도 영토가 나폴레옹의 프랑스에 점령되고 결국 합병되었을 때, 사르데냐 국왕은 사보이아 통치 하의 사르데냐 역사상 처음으로 일시적으로 섬에 거주했다. 나폴레옹의 패배 후 유럽을 재편한 빈 회의 (1814–1815)는 사보이아에 반도 영토를 돌려주고 제노바 공화국에서 가져온 리구리아를 추가했다. 제네바가 스위스에 편입된 후, 1816년 토리노 조약은 카루주와 인접 지역을 새로 만들어진 스위스 제네바주에 이양했다. 1847년-1848년에 그레이트브리튼과 아일랜드 간의 연합법과 유사한 연합법을 통해 다양한 사보이아 국가들은 토리노를 수도로 하는 하나의 법률 시스템 아래 통일되었고, 알베르토 헌법이라는 헌법을 부여받았다.
1853년 크림 전쟁 무렵, 사보이아는 왕국을 강력한 국가로 발전시켰다. 이어서 롬바르디아 (1859년), 중앙이탈리아 연합주와 양시칠리아 왕국 (1860년), 베네토 (1866년), 그리고 교황령 (1870년)이 병합되었다. 1861년 3월 17일, 새로운 지리적, 문화적, 정치적 범위를 더 정확하게 반영하기 위해 사르데냐 왕국은 이탈리아 왕국으로 이름을 변경했다. 그리고 수도는 결국 먼저 피렌체로, 그 다음에는 로마로 옮겨졌다. 사보이아 주도의 사르데냐 왕국은 따라서 이탈리아 왕국의 법적 전신 국가이며, 이는 현재의 이탈리아 공화국의 전신이다.

## 용어
사르데냐 왕국은 사보이아가가 소유한 영토 중 가장 높은 순위의 칭호였으며, 따라서 이 칭호는 여전히 그들의 모든 영토를 지칭하는 데 자주 사용된다. 실제로는 사보이아가는 단일 국가가 아니라 다양한 제도적, 문화적, 법적 배경을 가진 복잡한 여러 독립체와 칭호를 통치했다. 예를 들어, 사보이아 공국, 아오스타 공국, 피에몬테 공국, 그리고 니스 백국은 사르데냐 섬 자체만을 포함하는 사르데냐 왕국과는 별개의 법적 실체였다. 이러한 상황은 1847년 완벽한 융합으로 바뀌었는데, 이는 카를로 알베르토 국왕의 행위로 본토 국가와 사르데냐 섬 간의 행정적 차이를 폐지하고 통일된 왕국을 만들었다. 사보이아가 스스로는 자신들의 영토 전체를 "사르데냐 국왕의 영토" (이탈리아어: gli Stati del Re di Sardegna)라고 불렀다. 오늘날 역사가들은 이 실체를 사보이아 국가라고 부르는데, 이는 여러 다르고 별개의 영토가 동일한 통치자를 가짐으로써 동군연합으로 통일된 복합 군주국의 한 예이다.

## 역사

### 사르데냐와 시칠리아의 교환

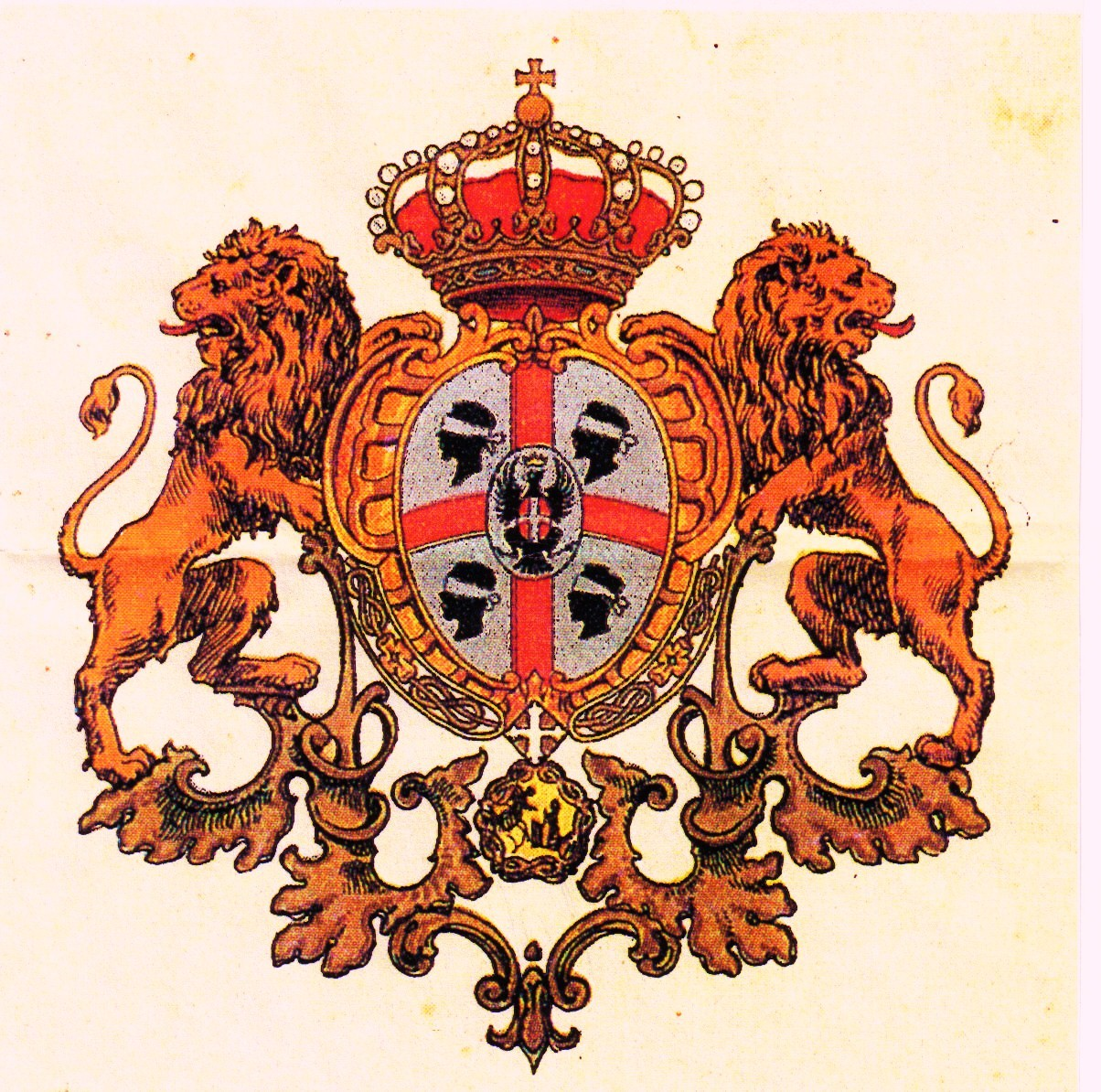
사보이아 왕조 하의 19세기 사르데냐 왕국 문장

사르데냐에 대한 스페인의 지배는 스페인 왕위 계승 전쟁의 결과로 18세기 초에 끝났다. 1713년 위트레흐트 조약에 따라 스페인의 유럽 제국은 분할되었는데, 사보이아는 시칠리아와 밀라노 공국의 일부를 받았고, 카를 6세 (신성 로마 제국 황제이자 오스트리아 대공)는 스페인령 네덜란드, 나폴리 왕국, 사르데냐, 그리고 밀라노 공국의 대부분을 받았다.
사국 동맹 전쟁 동안, 사보이아 공작이자 피에몬테 공, 그리고 시칠리아 국왕이던 비토리오 아메데오 2세는 오스트리아 합스부르크 왕가에게 시칠리아를 양도하고 대신 사르데냐를 받는 데 동의해야 했다. 이 교환은 1720년 2월 17일 헤이그 조약에서 공식적으로 비준되었다. 사르데냐 왕국이 14세기부터 존재했기 때문에, 이 교환은 비토리오 아메데오가 시칠리아를 잃었음에도 불구하고 왕이라는 칭호를 유지할 수 있게 해주었다. 1720년부터 1798년까지 나폴레옹이 이탈리아를 침공했을 때, 데 팍토 정부는 토리노에 있었고, 1324년부터 사르데냐 왕국의 수도였던 칼리아리는 사보이아 왕가의 망명 기간인 1798년부터 1814년까지 다시 데 팍토 정부가 되었다. 나폴레옹이 처음으로 거주했을 때, 데 팍토 정부는 토리노로 돌아왔지만 1847년까지 공식적으로 사르데냐 왕국의 수도가 되지는 않았다.
비토리오 아메데오는 처음에 1720년에 사르데냐와 시칠리아의 교환에 저항했다. 1723년까지 그는 사르데냐 국왕이 아닌 시칠리아 국왕으로 자신을 칭했다. 이 국가는 공식적으로 사르데냐, 키프로스, 예루살렘 왕국이라는 칭호를 사용했는데, 이는 사보이아가문이 키프로스 왕국과 예루살렘 왕국의 왕위를 여전히 주장했기 때문이었다. 비록 두 왕국 모두 오랫동안 오스만 제국의 지배 아래 있었다. 1767년-1769년에 카를로 에마누엘레 3세는 보니파시오 해협의 마달레나 제도를 제노바 공화국으로부터 합병하고 이를 사르데냐의 일부로 주장했으며, 이후 이 지역은 사르데냐 지역의 일부가 되었다.

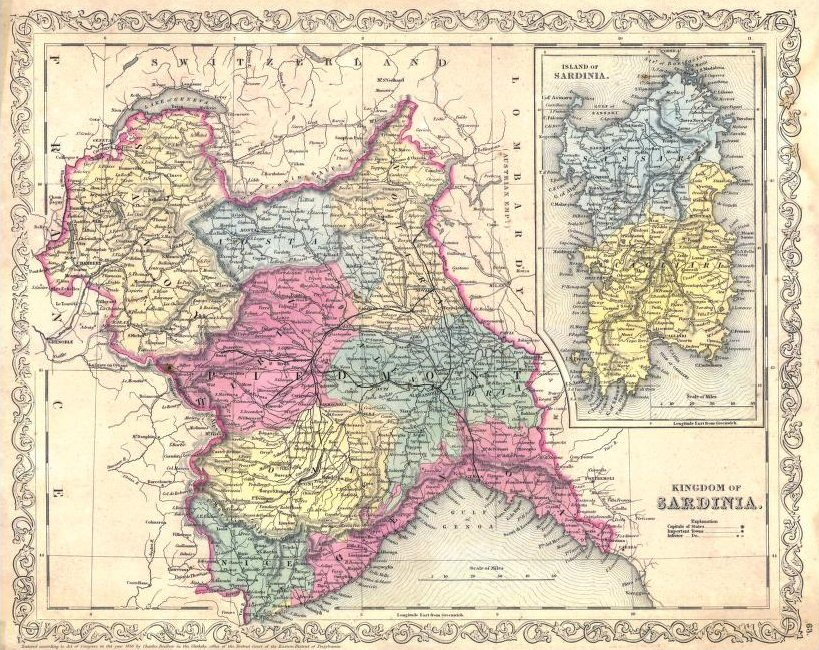
완벽한 융합 이후 1856년 사르데냐 왕국 지도

사르데냐의 이베리아 시대 이후, 일반적인 언어는 사르데냐어, 코르시카어, 카탈루냐어, 그리고 스페인어를 포함했다. 다른 언어로는 프랑스어, 피에몬테어, 리구리아어, 오크어, 그리고 프랑코프로방스어가 있었다. 사보이아 시대에 복합 국가로 존재했을 때, 이탈리아어는 프랑스어와 함께 이미 16세기부터 리볼리 칙령을 통해 반도에서 공식화되었고, 1760년에 사르데냐에 도입되었다. 1760년 7월 25일 레지오 빌리엣을 통해 이탈리아어는 피에몬테에서 프랑스어보다 우선시되었다. 사르데냐 왕국의 단일 언어 홍보 시도는 효과적이었고, 스페인어를 이탈리아어로 대체한 것도 "사상의 혁명"으로 묘사되었다. 프랑스어가 여전히 일부 지방에서 사용되었기 때문에 알베르토 헌법 (1848년)은 프랑스어 사용을 허가했다.

### 나폴레옹 전쟁과 빈 회의
1792년, 사르데냐 왕국과 사보이아 왕실의 다른 국가들은 제1차 대프랑스 동맹에 가입하여 프랑스 제1공화국에 맞서 싸웠지만, 1796년 나폴레옹에게 패배하여 불리한 1796년 파리 조약을 체결하고 프랑스군에 피에몬테를 자유롭게 통과할 수 있게 했다. 1798년 12월 6일, 바르텔레미 카트린 주베르 장군이 토리노를 점령하고 카를로 에마누엘레 4세에게 퇴위하고 사르데냐 섬으로 떠날 것을 강요했다. 임시 정부는 피에몬테를 프랑스와 통합하는 데 찬성했다. 1799년, 오스트리아-러시아군이 잠시 도시를 점령했지만, 마렝고 전투 (1800년)로 프랑스는 통제권을 되찾았다. 프랑스 사르데냐 원정군을 왕립군의 도움 없이 격파한 사르데냐 섬은 전쟁의 나머지 기간 동안 프랑스의 손이 닿지 않는 곳에 있었다.
사르데냐인의 권리와 정부 내 대표성을 사보이아가가 거부한 것은 사 디 데 사 사르디냐로 기념되는 사 디 데 사 아시아파("추격 및 포획의 날")로 시작된 사르데냐 만종 (또는 "3년 혁명"으로도 알려짐)을 야기했다. 이때 칼리아리 주민들은 발견할 수 있는 모든 피에몬테 공무원을 추격하여 섬에서 추방했다. 따라서 사르데냐는 유럽 대부분의 지역처럼 외국 군사 개입의 결과가 아닌 자체 혁명에 참여한 최초의 유럽 국가가 되었다.
1814년, 사보이아 왕실은 이전 제노바 공화국 (현재 공국)을 추가하여 영토를 확장했으며, 이는 프랑스에 대한 완충국 역할을 했다. 이는 빈 회의에 의해 확정되었으며, 1792년 프랑스에 합병되었던 사보이아 지역을 원래의 국경으로 되돌렸다. 1817년 스투피니지 조약을 통해 사르데냐 왕국은 모나코 공국에 대한 보호령을 확대했다. 1821년 사르데냐 왕국의 인구는 3,974,500명으로 보고되었다.
나폴레옹 이후의 반동기에는 비토리오 에마누엘레 1세 (1802–1821), 카를로 펠리체 (1821–1831), 그리고 카를로 알베르토 (1831–1849)와 같은 보수적인 군주들이 통치했으며, 카를로 알베르토는 트로카데로 전투에서 자신의 군대 병력을 이끌고 싸워 반동적인 페르난도 7세를 스페인 왕위에 복귀시켰다. 비토리오 에마누엘레 1세는 프랑스 민법전 전체를 해체하고 토지와 권력을 귀족과 교회에 돌려주었다. 이러한 반동 정책은 프랑스인이 건설한 도로 사용을 단념시키는 데까지 이르렀다. 이러한 변화들은 사르데냐를 특징짓는 것이었다.
사르데냐 왕국은 1830년부터 산업화를 시작했다. 1848년 혁명 기간 중 자유주의 압력에 의해 알베르토 헌법이 제정되었다. 토리노를 공식 수도로 지정하는 것 외에도, 알베르토 헌법은 로마 가톨릭을 "유일한 국교"로 선포했다. 그보다 앞선 1847년, 1세기 이상 피에몬테의 속령이었던 사르데냐 섬은 카를로 알베르토가 발표한 완벽한 융합을 통해 반도에 대한 잔여 자치권을 상실했다. 그 결과 왕국의 근본적인 제도들이 심오하게 변화하여 프랑스 모델의 입헌적이고 중앙집권적인 군주정의 형태를 띠게 되었다. 같은 압력으로 인해 카를로 알베르토는 오스트리아에 선전포고했다. 초반의 성공에도 불구하고 전쟁은 악화되었고 카를로 알베르토는 요제프 라데츠키 폰 라데츠 원수에게 쿠스토차 전투에서 패배했다.

### 사보이아 가문의 이탈리아 통일 노력

카밀로 벤소 카보우르 백작

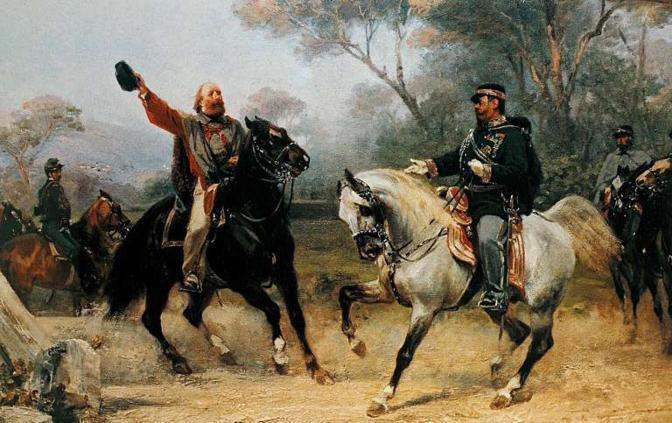
1860년 10월 26일, 테아노에서 비토리오 에마누엘레 2세 국왕이 주세페 가리발디를 만났다.

아펜니노반도와 그 부속 섬들의 모든 다양한 공작령과 도시 국가들처럼, 사르데냐 왕국은 번갈아 가며 바뀌는 정부 하에 정치적 불안정으로 어려움을 겪었다. 1849년 오스트리아와의 짧고 비참한 전쟁 재개 후, 카를로 알베르토는 1849년 3월 23일 자신의 아들 비토리오 에마누엘레 2세에게 왕위를 양위했다. 1852년, 카밀로 벤소 카보우르 백작 휘하의 자유주의 내각이 들어섰고 사르데냐 왕국은 리소르지멘토를 이끄는 원동력이 되었다. 사르데냐 왕국은 크림 전쟁에 참여하여 오스만 제국, 영국, 그리고 프랑스와 동맹을 맺고 러시아에 맞서 싸웠다.
1859년, 프랑스는 오스트리아 제국과의 전쟁인 오스트리아-사르데냐 전쟁에서 사르데냐 왕국의 편을 들었다. 나폴레옹 3세는 롬바르디아 베네치아 왕국 전체를 정복할 때까지 싸우겠다는 카부르와의 약속을 지키지 않았다. 마젠타 전투와 솔페리노 전투의 피비린내 나는 전투(둘 다 프랑스의 승리) 후에, 나폴레옹은 전쟁이 너무 많은 비용이 든다고 생각하여 카부르의 등 뒤에서 롬바르디아만을 양도하기로 하는 별도의 평화를 맺었다. 오스트리아 정부가 사르데냐 왕국에 어떤 영토도 양도하는 것을 거부했기 때문에, 그들은 롬바르디아를 나폴레옹에게 양도하는 데 동의했고, 나폴레옹은 "패배한 오스트리아인들을 당황시키지 않기 위해" 그 영토를 사르데냐 왕국에 양도했다. 카부르는 비토리오 에마누엘이 이 합의를 받아들일 것이 분명해지자 격분하여 사임했다.

### 가리발디와 천인대
1860년 3월 5일, 파르마, 피아첸차, 토스카나, 모데나, 그리고 로마냐는 국민투표를 통해 사르데냐 왕국에 합류하는 것을 결정했다. 이는 나폴레옹을 경악시켰는데, 그는 남동쪽 국경에 강력한 사보이아 국가가 생기는 것을 두려워했고, 사르데냐 왕국이 새로 획득한 영토를 유지하려면 사보이아와 니스를 프랑스에 양도해야 한다고 주장했다. 이는 토리노 조약을 통해 이루어졌으며, 이 조약은 또한 합병을 확인하는 국민투표를 요구했다. 이후 다소 논란이 된 국민투표에서는 두 지역 모두에서 프랑스 합류에 찬성하는 99.5% 이상의 다수표가 나왔다.
1860년 주세페 가리발디는 사르데냐 왕국의 이름으로 남부 이탈리아를 정복하기 위한 원정을 시작했다. 천인의 원정대는 아브루초주와 반도의 나폴리에서 시칠리아의 메시나와 팔레르모까지 뻗어 있는 이 지역에서 가장 큰 국가인 양시칠리아 왕국을 빠르게 전복시켰다. 그리고 그는 반도 중앙의 가에타로 진군했다. 카부르는 통일에 만족했지만, 왕과 그의 총리에게 너무 혁명적이었던 가리발디는 로마도 정복하기를 원했다.
가리발디는 이러한 전개와 그의 고향인 니스를 프랑스에 빼앗긴 것에 실망했다. 그는 또한 시칠리아인들로부터 인기와 군사적 지원을 얻게 된 약속들을 지키지 못했다. 즉, 새로운 국가가 왕국이 아닌 공화국이 될 것이며, 통일 후 시칠리아인들이 큰 경제적 이득을 얻을 것이라는 약속이었다. 전자는 1946년까지 실현되지 않았다.

### 이탈리아 왕국을 향하여
1861년 3월 17일, 사르데냐 왕국 의회의 법률 제4671호는 이탈리아 왕국을 선포하여, 모든 다른 아펜니노 국가들과 시칠리아의 사르데냐 왕국으로의 병합을 비준했다. 왕국의 제도와 법률은 빠르게 이탈리아 전역으로 확대되었고, 다른 지역의 행정은 폐지되었다. 피에몬테는 이탈리아에서 가장 지배적이고 부유한 지역이 되었고, 피에몬테의 수도인 토리노는 1865년 수도가 피렌체로 옮겨질 때까지 이탈리아의 수도로 남았다. 양시칠리아의 산적 행위의 일환으로, 특히 남부 이탈리아와 시칠리아 섬에서 피에몬테 지배층의 남부에 대한 불공정한 대우로 인해 반도 전역에서 많은 반란이 일어났다.

## 경제
경제의 주요 발전은 카밀로 벤소 카보우르 백작 정부 시기에 이루어졌다. 카부르는 경제적 발전이 정치적 변화에 선행해야 한다고 믿었으며, 반도에 철도 건설의 이점을 강조했다. 그는 증기기관을 이용한 운송의 강력한 지지자였으며, 많은 철도와 운하 건설을 후원했다. 1838년부터 1842년까지 카부르는 자신의 지역 경제 문제를 해결하기 위해 여러 이니셔티브를 시작했다. 그는 자신의 농장에서 사탕무 재배와 같은 다양한 농업 기술을 실험했으며, 화학 비료를 사용한 최초의 이탈리아 지주 중 한 명이었다. 그는 또한 피에몬테 농업 협회를 설립했다.

### 통화
사보이아에서 사용된 통화는 피에몬테 스쿠도였다. 나폴레옹 전쟁 동안, 그것은 일반적으로 프랑스 프랑으로 대체되었다. 1816년, 반도 영토를 되찾은 후, 스쿠도는 사르데냐 리라로 대체되었고, 1821년에는 섬 전역에서 사용되던 주화인 사르데냐 스쿠도도 대체되었다.

## 정부
1847년 이전에는 사르데냐 섬 자체만이 사르데냐 왕국의 일부였다. 주로 사보이아 공국, 피에몬테 공국, 니스 백국, 제노바 공화국 등을 포함하는 다른 본토 영토는 사보이아가가 자체적으로 소유했다. 이로 인해 복합 군주국과 동군연합이 형성되었다. 이 동군연합은 빈 회의 문서 등에서 공식적으로 "사르데냐 국왕 폐하의 영토"로 불렸다. 완벽한 융합 (이탈리아어: Fusione perfetta)은 1847년 사보이아 국왕 카를로 알베르토가 본토 영토와 사르데냐 섬 간의 행정적 차이를 폐지한 법안으로, 1707년부터 1716년까지 카스티야 연합왕국과 아라곤 연합왕국의 영역 간의 누에바 플란타 법령과 1800년 그레이트브리튼 왕국과 아일랜드 왕국 간의 연합법과 유사한 방식이었다.
1848년, 카를로 알베르토 국왕은 국가의 헌법 역할을 하는 알베르토 헌법을 제정했다. 이 헌법은 1848년 이탈리아를 뒤흔든 혁명적 봉기에 대한 우려 때문에 선포되었다. 당시 카를로 알베르토는 다른 이탈리아 통치자들의 예를 따랐을 뿐이지만, 그의 헌법은 제1차 이탈리아 독립 전쟁 (1848–49) 이후의 탄압에서 살아남은 유일한 헌법이었다. 이 헌법은 1860년 리소르지멘토가 달성되어 사르데냐 왕국이 이탈리아 왕국이 된 후에도 법률 시스템의 기초로 남아 있었다. 특히 베니토 무솔리니의 파시스트 정부 (그는 비토리오 에마누엘레 3세 국왕의 묵시적 승인 하에 통치했다) 기간 동안 심각한 수정이 있었지만, 이 헌법은 1948년 공화국 헌법이 시행될 때까지 구조적으로는 거의 변함없이 지속되었고, 이 헌법은 특히 군주제적 성격의 여러 주요 특징을 대체했다. 국가원수는 사르데냐 국왕이었고, 정부 수반은 사르데냐 왕국 총리였다.

### 군대
사르데냐 왕립 육군과 사르데냐 왕립 해군은 1861년 5월 4일에 이탈리아 왕국 육군이 되고 1861년 3월 17일에 이탈리아 왕국 해군이 될 때까지 사르데냐 왕국의 군대로 기능했다.

## 깃발, 왕실 깃발 및 문장
사보이아 공국이 1713년에 시칠리아 왕국을, 1723년에 사르데냐 왕국을 획득하면서 사보이아의 기는 해군력의 깃발이 되었다. 이는 같은 깃발이 이미 구호기사단에 의해 사용되고 있었기 때문에 문제를 야기했다. 이 때문에 사보이아인들은 군함기로 사용하기 위해 깃발을 여러 방식으로 수정했는데, 네 개의 칸톤에 FERT 글자를 추가하거나, 파란색 테두리를 추가하거나, 칸톤에 사보이아 십자가가 있는 파란색 깃발을 사용했다. 결국, 사보이아의 카를로 알베르토 국왕은 혁명기 프랑스로부터 이탈리아 삼색기를 채택하고 그 위에 사보이아 방패를 얹어 자신의 깃발로 삼았다. 이 깃발은 나중에 이탈리아 왕국의 깃발이 되었고, 사보이아 문장이 없는 삼색기는 현재 이탈리아의 국기로 남아 있다.

문장
(1720–1815)
(1815–1831)
(1831–1848)
(1848–1861)

국기
사보이아 왕조 사르데냐 국왕의 왕실 깃발 (1720–1848) 및 사보이아 국가 국기 (16세기 말 – 18세기 말)
국기 및 군함기 (1816–1848), 왕관이 있는 민간 깃발
국기 및 군함기 (1848–1851)
국기 및 군함기 (1851–1861)

</gallery>

왕실 깃발
(1848–1861) 및 이탈리아 왕국 (1861–1880)
왕세자 (1848–1861) 및 이탈리아 왕국 왕세자 (1861–1880)

- 출처:
  - Breschi, Roberto (2004). “Bandiere degli Stati preunitari italiani: Sardegna”. 《Rbvex.it》 (이탈리아어). 2019년 5월 31일에 원본 문서에서 보존된 문서. 2019년 5월 31일에 확인함.
  - Ollé, Jaume (1998년 10월 11일). “Kingdom of Sardinia – Part 1 (Italy)”. 《Flags of the World》. 2017년 2월 25일에 원본 문서에서 보존된 문서. 2019년 5월 31일에 확인함.
  - Ollé, Jaume (1998년 10월 13일). “Kingdom of Sardinia – Part 2 (Italy)”. 《Flags of the World》. 2017년 2월 25일에 원본 문서에서 보존된 문서. 2024년 12월 20일에 확인함.

## 같이 보기
{{위키공용|사르데냐 왕국}
- 사르데냐 부왕 목록

## 내용주
1. ↑  사보이아 공국 합병 전에는 이 국가의 명칭이 라틴어로 원래 Regnum Sardiniae 또는 Regnum Sardiniae et Corsicae (왕국이 여전히 코르시카를 포함한다고 여겨졌을 때)였다. 이탈리아어로는 Regno di Sardegna, 사르데냐어로는 Rennu de Sardigna sc, 피에몬테어로는 Regn ëd Sardëgna, 코르시카어로는 Regnu di Sardegna, 스페인어로는 Reino de Cerdeña, 카탈루냐어로는 Regne de Sardenya ca, 프랑스어로는 Royaume de Sardaigne이다. 그럼에도 불구하고, 모든 사르데냐 국왕은 명목상 Rex Corsicae (코르시카 국왕)라는 칭호를 계속 유지했다. 이 왕국은 원래 인접한 코르시카 섬도 포함하는 것을 의미했기 때문에 처음에는 Regnum Sardiniae et Corsicae라고 불렸으나, 페란도 2세가 제노바 영토로서의 지위를 최종적으로 인정하면서[3] 1479년에 코르시카를 언급하는 원래의 마지막 부분을 삭제했다.[2] 그 이후로 왕국 건국 이후 발행된 주화에도 사르데냐만 언급되어 있다.[4]

## 참고 문헌
- Antonicelli, Aldo (2016). "From Galleys to Square Riggers: The Modernization of the Navy of the Kingdom of Sardinia". The Mariner's Mirror. 102 (2): 153–173.
- Hearder, Harry (1986). 《Italy in the Age of the Risorgimento, 1790–1870》. London: Longman. ISBN 0-582-49146-0.
- Luttwak, Edward (2009). The Grand Strategy of the Byzantine Empire. The Belknap Press. ISBN 9780674035195.
- Mack Smith, Denis (1971). Victor Emanuel, Cavour and the Risorgimento. Oxford University Press.
- Martin, George Whitney (1969). 《The Red Shirt and the Cross of Savoy》. New York: Dodd, Mead and Co. ISBN 0-396-05908-2.
- Murtaugh, Frank M. (1991). 《Cavour and the Economic Modernization of the Kingdom of Sardinia》. New York: Garland Publishing. ISBN 978-0-8153-0671-9.
- Romani, Roberto (2012). "Reluctant Revolutionaries: Moderate Liberalism in the Kingdom of Sardinia, 1849–1859". Historical Journal. pp. 45–73.
- Romani, Roberto (2018). "The Reason of the Elites: Constitutional Moderatism in the Kingdom of Sardinia, 1849–1861". In Sensibilities of the Risorgimento. Brill. pp. 192–244.
- Schena, Olivetta (2019). "The Role Played by Towns in Parliamentary Commissions in the Kingdom of Sardinia in the Fifteenth and Sixteenth centuries". Parliaments, Estates and Representation. '39 (3): 304–315.
- Storrs, Christopher (1999). 《War, Diplomacy and the Rise of Savoy, 1690–1720》. Cambridge University Press. ISBN 0-521-55146-3.
- Thayer, William Roscoe (1911). 《The Life and Times of Cavour vol 1》. Old interpretations but useful on details; volume 1 goes to 1859]; volume 2 online covers 1859–62.

### 이탈리아어
- AAVV. (edited by F. Manconi), La società sarda in età spagnola, Consiglio Regionale della Sardegna, Cagliari, 2 volumes, 1992–1993.
- Blasco Ferrer Eduardo, Crestomazia Sarda dei primi secoli, collection Officina Linguistica, Ilisso, Nuoro, 2003, ISBN 9788887825657.
- Boscolo Alberto, La Sardegna bizantina e alto giudicale, Edizioni Della Torre, Cagliari, 1978.
- Casula, Francesco Cesare (1994). 《La storia di Sardegna》. Sassari: Carlo Delfino Editore. ISBN 8871380843.
- Coroneo Roberto, Arte in Sardegna dal IV alla metà dell'XI secolo, AV eds., Cagliari, 2011.
- Coroneo Roberto, Scultura mediobizantina in Sardegna, Nuoro, Poliedro, 2000.
- Gallinari Luciano, "Il Giudicato di Cagliari tra XI e XIII secolo. Proposte di interpretazioni istituzionali", in Rivista dell'Istituto di Storia dell'Europa Mediterranea, no. 5, 2010.
- Manconi Francesco, La Sardegna al tempo degli Asburgo, Il Maestrale, Nuoro, 2010, ISBN 9788864290102.
- Manconi Francesco, Una piccola provincia di un grande impero, CUEC, Cagliari, 2012, ISBN 8884677882.
- Mastino Attilio, Storia della Sardegna Antica, Il Maestrale, Nuoro, 2005, ISBN 9788889801635.
- Meloni Piero, La Sardegna Romana, Chiarella, Sassari, 1980.
- Motzo Bachisio Raimondo, Studi sui bizantini in Sardegna e sull'agiografia sarda, Deputazione di Storia Patria della Sardegna, Cagliari, 1987.
- Ortu Gian Giacomo, La Sardegna dei Giudici, Il Maestrale, Nuoro, 2005, ISBN 9788889801024.
- Paulis Giulio, Lingua e cultura nella Sardegna bizantina: testimonianze linguistiche dell'influsso greco, Sassari, L'Asfodelo, 1983.
- Spanu Luigi, Cagliari nel seicento, Edizioni Castello, Cagliari, 1999.
- Zedda Corrado and Pinna Raimondo, "La nascita dei Giudicati. Proposta per lo scioglimento di un enigma storiografico", in Archivio Storico Giuridico di Sassari, second series, no. 12, 2007.